# Trichocoscinesthes szetschuanica
Trichocoscinesthes szetschuanica är en skalbaggsart som beskrevs av Stefan von Breuning 1954. Trichocoscinesthes szetschuanica ingår i släktet Trichocoscinesthes och familjen långhorningar. Inga underarter finns listade i Catalogue of Life.